# Alişar Höyük
Alişar Höyük is een archeologische vindplaats nabij het dorp Alişar in Turkije.
De vindplaats was een tell die bewoond was van het Chalcolithicum in het 4e millennium v.Chr. tot de Frygische periode in het 1e millennium v.Chr.
Het ligt 15 km ten noordoosten van de stad Sarıkaya, in het dal van de Kanak Suyu, of liever aan een zijrivier van de bovenloop van de Kanak Suyu, die Alişar Özü Çayı genoemd wordt. De dichtstbijzijnde dorpen zijn Alişar in het zuiden en Karaveli in het noordwesten. Alışar Höyük ligt ongeveer 130 km ten noorden van Kayseri. De heuvel neemt ongeveer 18 ha in beslag en bestaat uit een citadel en een door een massieve stadmuur beveiligde benedenstad.
De vindplaats werd opgegraven van 1927 tot 1932 door een groep archeologen van het Oriental Institute of Chicag onder de leiding van Erich Schmidt en Hans Henning von der Osten. De vondsten werden overgebracht naar het Museum van Anatolische beschavingen in Ankara. Opgravingen werden hervat in 1992 door Turkse archeologen van het TAY-project. Er wordt sinds de jaren 1990 ook weer gegraven door een groep uit Chicago onder Ronald L. Gorny.
Het is door Gorny gelijkgesteld met de Hettitische stad Ankuwa van de eerste helft van het 2e millennium v.Chr. In de vroege en midden-bronstijd ontwikkelde de nederzetting zich tot een ommuurde stad, die uiteindelijk de belangrijkste stad de regio werd. Net als Kaniš verder naar het zuiden werd het een centrum voor de Assyrische handel.

## Stratigrafie

Centraal-Anatolië in de kārum-tijd

### Vroege tijd
In verschillende lagen is aardewerk gevonden dat te vergelijken was met dat van andere plaatsen in de regio, maar de stratigrafie bleek enigszins wanordelijk. De oudste laag is laag I die tot het chalcolithicum behoort. Erop volgt laag III die tot de vroege bronstijd behoort (2e helft 3e millennium). Het vertoont een kenmerkend soort beschilderd aardewerk dat « Alişar III » of « Cappadocisch » genoemd wordt. 

### Laag II
Daarna komt de laag II die tot de middenbronstijd behoort (1e helft 2e mill.). 
Deze periode II komt overeen met de tijd van het karum van Kaniš met zijn Assyrische handelslieden. Alişar heeft slechts enige tabletten met spijkerschrift uit deze periode opgeleverd, maar er blijkt wel uit dat het Ankuwa heette en deel van het handelsnetwerk was. Deze lagen worden ook aangeduid met 11T en 10T. Gorny neemt aan dat de stad oorspronkelijk  Hattisch was en pas later ingelijfd is in het Hattitische rijk.
De vestingwerken van deze tijd zijn afgebroken en de stad is enige tijd gedomineerd door de koningen van Kussara. We weten van een Hettitische koning Anitta die Kussara veroverde en mogelijk maakte hij ook een einde aan Ankuwa. Er zijn sporen van verwoesting aangetroffen in laag 11 die mogelijk de Hettitische verovering weerspiegelen. Vervolgens is de nederzetting verlaten of althans een onbeduidend dorp in de tijd van het Hettitische rijk.

### Latere tijd
Zoals zo vele nederzettingen in de overgang naar de IJzertijd werd Ankuwa ook platgebrand. Daarna komt laag IV die de Frygische IJzertijd vertegenwoordigt, waarin er weer een aanzienlijke nederzetting is. Deze laag heeft grijs aardewerk en in deze tijd lag Alişar niet ver van de Frygische stad Kerkenes.
Vervolgens is er een Hellenistische laag (V), maar in die tijd is de nederzetting spaarzaam bewoond.